# David Lee
David Lee (St. Louis, Missouri, 29. travnja 1983.) američki je profesionalni košarkaš. Igra na poziciji krilnog centra, a trenutačno je član NBA momčadi New York Knicksa. Izabran je u 1. krugu (30. ukupno) NBA drafta 2005. od strane istoimene momčadi. 

## Sveučilište
Lee je tijekom pohađanja srednje škole Chaminade College Preparatory School bio pravi mamac za publiku. Iako je prirodno ljevak, nakon što je slomio lijevu ruku, Lee je uspio i desnom rukom naučiti igrati košarku. Bio je izabran u McDonald's All American momčad i osvojio je natjecanje u zakucavanju 2001. godine. Odlučio je pohađati sveučilište na Floridi. Na prvoj godini izabran je u All-SEC Freshman momčad. Na drugoj godini postizao je dvoznamenkasti broj poena i oko sedam skokova po utakmici. Na trećoj godini izabran je u All-SEC drugu petorku i u prosjeku postizao 13 koševa i 7 skokova po utakmici. 

## NBA

### New York Knicks
Lee je izabran kao posljednji 30. izbor prvog kruga NBA drafta 2005. od strane New York Knicksa. Karijeru je započeo na poziciji niskog krila i na njoj odigrao 13 utakmica od prosinca 2005. do siječnja 2006. godine. Lee je pobijedi nakon tri produžetka protiv Phoenix Sunsa postigao 23 koša (šut 10/11), 15 skokova i 3 ukr. lopte za 52 odigrane minute. 15. studenog 2006. izjednačio je rekord po broju skokova (15) protiv Washington Wizardsa. Dan kasnije, postigao je tadašnjih rekordnih 24 koša protiv Sacramento Kingsa. U rookie sezoni u prosjeku je postizao 5.2 koša i 4.5 skokova za nešto više od 16 odigranih minuta. Ukupno je odigrao 67 utakmica, od čega 14 u startnoj petorici. 
Nakon ozljede Channinga Fryea, Lee je prvu utakmicu nove sezone protiv Chicago Bullsa započeo u startnoj petorci. 16. prosinca 2006. bio je jedan od desetorice isključenih u tučnjavi Knicksa i Nuggetsa. Utvrđeno je da nije sudjelovao u tučnjavi i zbog toga nije bio suspendiran od strane vodstva NBA lige. 20. prosinca 2006. u dvostrukom produžetku protiv Charlotte Bobcatsa, 0.1 sekundu prije kraja ubacio je koš za pobjedu. Nakon All-Star pauze, Lee je u prosjeku postizao 11.1 koš, 10.8 skokova i 1.8 asistencija po utakmici. 16. veljače 2007. kao član momčadi igrača druge godine predvodio je svoju momčad do pobjede nad novacima 155:144. Iz igre je gađao perfektnih 14 od 14 i ubacio 30 koševa, a ujedno je proglašen najkorisnijim igračem utakmice. 23. veljače 2007. u utakmici protiv Milwaukee Bucks zaradio je ozljedu gležnja. Iako je prva dijagnoza pokazala da će nekoliko dana pauzirati, Lee ni nakon tri tjedna pauze nije bio u mogućnosti vratiti se na parkete. Ponovo je išao na kontrolu i pokazalo se da je ozljeda nešto ozbiljnija. Lee je do kraja sezone ponovo i zaigrao, ali i propušta po nekoliko utakmica. Sljedeće sezone napravio je značajan napredak u svojoj igri i s klupe bio važan kotačić u igri Knicksa. U svim važnijim kategorijama postavio je rekorde karijere. 
U sezoni 2008./09. postao je starterom i najboljim igračem Knicksa. U prosjeku je bio na double-double učinku i bilježio 16 koševa, 11.7 skokova i 2.1 asistenciju po utakmici. 30. studenog 2008. u pobjedi protiv Golden State Warriorsa 138:125, postigao je učinak karijere od 37 koševaa i 21 skoka.  Lee je zbog svojih sjajnih igara tražio ugovor od oko 10 milijuna dolara godišnje, ali Knicksi mu zasada nisu ponudili takav višegodišnji ugovor jer pokušavaju ostvariti što veći budžet za 2010. godinu, odnosno godinu LeBrona Jamesa i ostalih NBA zvijezda. Umjesto toga, Knicksi su mu ponudili jednogodišnji ugovor vrijedan 8 milijuna dolara koji je na kraju i prihvatio.

## NBA statistika

### Regularni dio
| Godina    | Klub     | Odig. uta. | Uta. poč. | Min. | 2P%  | 3P%  | Sl. bac.% | Skok. | Asist. | Ukr. lop. | Blok. | Poena |
| --------- | -------- | ---------- | --------- | ---- | ---- | ---- | --------- | ----- | ------ | --------- | ----- | ----- |
| 2005./06. | New York | 67         | 14        | 16.9 | .596 | .000 | .577      | 4.5   | .6     | .4        | .3    | 5.1   |
| 2006./07. | New York | 58         | 12        | 29.8 | .600 | .000 | .815      | 10.4  | 1.8    | .8        | .4    | 10.7  |
| 2007./08. | New York | 81         | 29        | 29.1 | .552 | .000 | .819      | 8.9   | 1.2    | .7        | .4    | 10.8  |
| 2008./09. | New York | 81         | 74        | 34.9 | .549 | .000 | .755      | 11.7  | 2.1    | 1.0       | .3    | 16.0  |
| Ukupno    |          | 287        | 129       | 28.0 | .564 | .000 | .759      | 9.0   | 1.4    | .7        | .3    | 10.9  |

## Vanjske poveznice
- Profil na NBA.com
- Profil  Arhivirana inačica izvorne stranice od 12. ožujka 2021. (Wayback Machine) na Basketball-Reference.com